# Вити-Леву
Ви́ти-Ле́ву (англ. Viti Levu) — крупнейший остров Фиджи, расположенный в группе Вити-Леву в Тихом океане.

## Этимология
На местных языках Вити-Леву — «Большой остров». Вити — «остров», в искаженном виде — это Фиджи.

## География

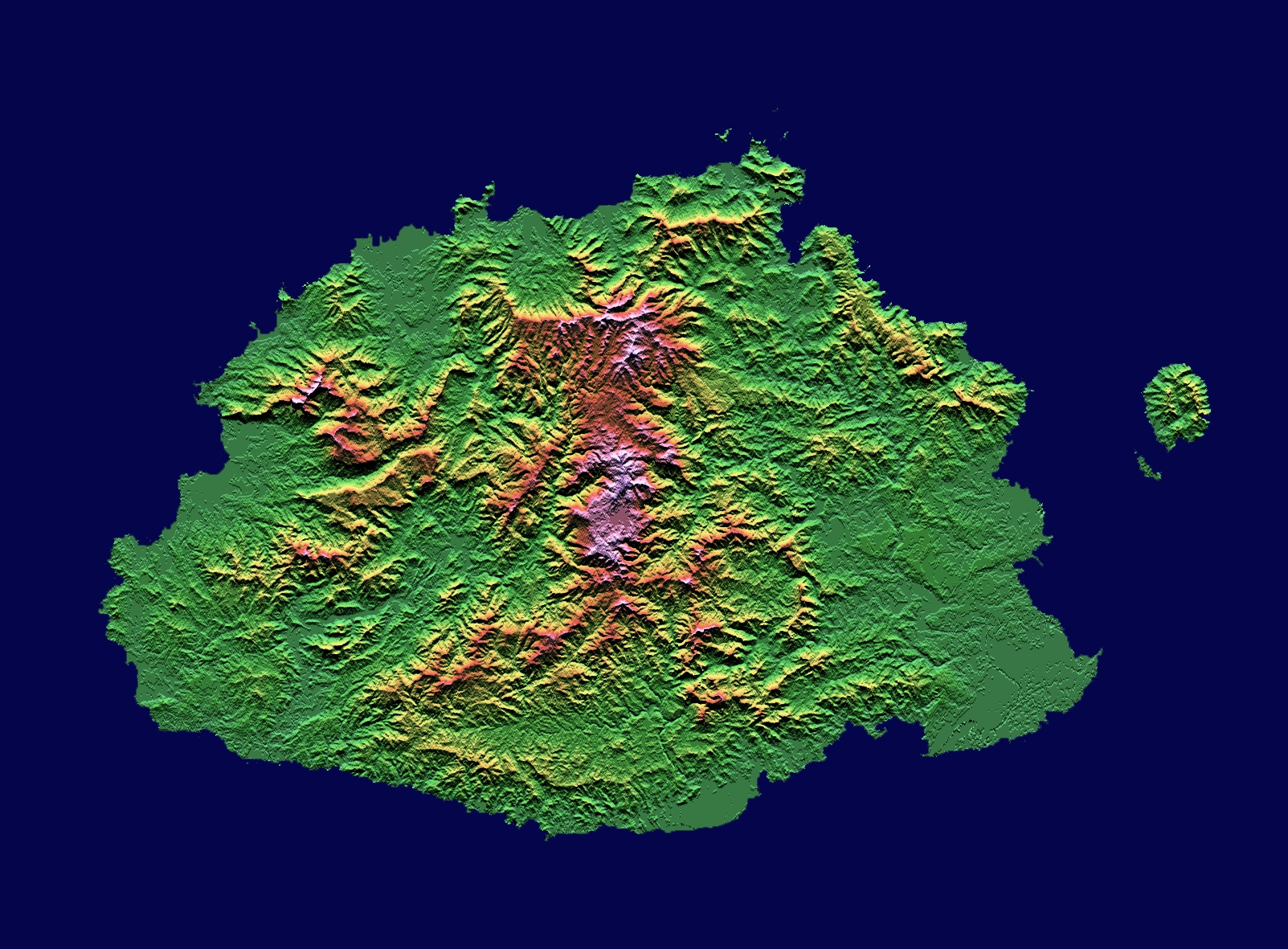
Топография острова

Площадь острова составляет 10 338 км². Длина с запада на восток — 146 км, ширина с севера на юг — 106 км. Вити-Леву является шестым по площади островом Океании после Тасмании (Австралия), Северного и Южного островов (Новая Зеландия), Гавайи и Новой Каледонии. Ближайший материк, Австралия, находится в 2700 км. К северу от острова расположено море Блая, от соседнего острова Вануа-Леву он отделён проливом Лату-и-ра, от соседних мелких островов на юге — проливом Кандаву. К северо-востоку от Вити-Леву находится группа мелких островов Ясава.
Остров имеет смешанное вулканическое и континентальное происхождение. Считается старейшим островом в архипелаге Фиджи. Поверхность Вити-Леву изрезанная (вызвано вулканическими извержениями и землетрясениями в прошлом), а в центре расположен горный хребет, разделяющий остров на две равные части. Высшая точка Вити-Леву и одновременно Фиджи — гора Томанииви (1324 м).
Острова Фиджи входят в зону субэкваториального климата. Температура — 24 — 29 °C. Количество осадков — 2000-3000 мм в год. По сезонам погода почти не меняется, только зима более сухая. На самом Вити-Леву климат такой же, как на других островах, отличается климат на наветренной стороне (более влажный), и на подветренной стороне (более сухой). Остров подвержен воздействию тропических циклонов и пожаров.
Флора и фауна Вити-Леву весьма разнообразны. Низменности, как и горные хребты, покрыты дождевыми лесами. Встречаются мангровые заросли. Только на этом острове обитают такие эндемичные виды как гигантский жук-усач Xixuthrus heros, пальма вулеито, хвойные деревья Dacrydium nausoriense и Acmopyle sahniana.

## Население
На острове расположена столица республики Фиджи, Сува. Второй по величине город — Нади (Нанди), с аэропортом, в трёх часах езды от Сувы.
На Вити-Леву проживает значительная диаспора выходцев из Индии.

## Административное деление
На острове расположены восемь из четырнадцати провинций Фиджи. Провинции Мба, Надрога-Навоса и Ра входят в состав Западного округа, а Наитасири, Намоси, Рева, Серуа и Таилеву — в состав Центрального округа.

## Экономика
В западной части Вити-Леву выращивается сахарный тростник, в восточной — молочное скотоводство.